# Fábio Silva
Fábio Daniel Soares Silva (* 19. července 2002 Porto) je portugalský profesionální fotbalista, který hraje na pozici útočníka za skotský klub Rangers FC, kde je na hostování z Wolverhamptonu Wanderers, a za portugalský národní tým do 21 let.
Svůj profesionální debut si odbyl v Portu v srpnu 2019 a vytvořil několik klubových rekordů týkajících se jeho mladého věku.

## Klubová kariéra
Silva, který se narodil v Portu, zahájil svou kariéru v FC Porto a poté přešel k rivalovi Benfica v roce 2015, pak se však o dva roky později vrátil zpátky. S 20 góly v 26 zápasech za tým do 19 let byl v únoru 2019 povolán manažerem Sérgiem Conceiçãem k tréninku prvního mužstva.

### Porto
V Primeira Lize debutoval 10. srpna 2019 při prohrře 2:1 proti Gil Vicente, kde odehrál posledních 11 minut po vystřídání Otávia; v 17 letech a 22 dnech překonal Bruna Gamu jako nejmladšího ligového hráče v historii klubu. Dne 19. září, v zápase skupinové fáze Evropské ligy UEFA proti BSC Young Boys se stal nejmladším hráčem klubu v evropských soutěžích, když předběhl Rúbena Nevese. O šest dní později se stal nejmladším hráčem klubu, který se objevil v základní sestavě v jakékoli soutěži, když se nastoupil proti CD Santa Clara ve skupinové fázi Taça da Liga, překonal tak rekord držený Serafimem Pereirou od roku 1960.
19. října Silva vstřelil svůj první gól, a to při vítězství 5:0 proti SC Coimbrões ve třetím kole Taça de Portugal; s tímto cílem překonal Nevese jako nejmladšího střelce v historii klubu o jeden měsíc. O osm dní později překonal rekord stejného hráče jako nejmladší ligový střelec klubu, při domácím vítězství 3:0 nad Famalicãem vstřelil v 88. minutě poslední branku utkání.
9. února 2020 odehrál Silva i svůj první zápas v rezervním týmu Porta, debutoval v LigaPro při domácí remíze 1:1 se SC Farense. Po čtyřměsíční pauze, způsobené pandemií covidu-19, odehrál Silva další dvě utkání a pomohl týmu získat ligový titul.

### Wolverhampton Wanderers

#### Sezóna 2020/21
Dne 5. září 2020 se Silva přestěhoval do anglické Premier League, klubu Wolverhampton Wanderers v pětileté smlouvě za klubový rekordní poplatek ve výši okolo 35 miliónů liber. V klubu debutoval 17. září 2020 při porážce v EFL Cupu se Stoke City. Silva debutoval v Premier League jako náhradník v druhém poločase domácího zápasu proti Manchesteru City 21. září 2020.
Silva vstřelil své první dva góly v dresu Wolves za tým do 21 let při výhře 2:1 nad Doncastrem Rovers v EFL Trophy 10. listopadu 2020.
Silva se poprvé objevil ve základní sestavě v ligovém zápase při domácí porážce 1:0 proti Aston Ville 12. prosince 2020.
Dne 21. prosince 2020 vstřelil Silva svůj první ligový gól za Wolves, když proměněnou penaltou snížil na konečných 1:2 v zápase proti Burnley. Přitom se stal nejmladším střelcem klubu, který kdy vstřelil branku v Premier League.
Dne 16. ledna 2021 dal Silva svůj první gól ze hry a svůj první gól na Molineux, a to v utkání proti West Bromu v Black Country derby.
Poté, co 3. května 2021 vstřelil svůj čtvrtý gól v ligové sezóně, opět proti West Bromwichi na The Hawthorns, se Silva stal druhým nejlepším portugalským střelcem do 20 let v historii Premier League, přičemž více gólů zaznamenal pouze Cristiano Ronaldo (osm gólů).

#### Sezóna 2021/22
V létě 2021 se do týmu po zranění vrátil mexický útočník Raúl Jiménez, který Silvu vystrnadil ze základní sestvy. V sezóně 2021/22 tak odehrál Silva v Premier League 22 utkání (z toho se jen pětkrát objevil v základní sestavě), přičemž nevstřelil ani jeden gól.

#### RSC Anderlecht (hostování)
Dne 19. července 2022 uvolnil Wolverhampton Silvu po nevydařené sezoně na roční hostování do belgického Anderlechtu, součástí dohody nebylo předkupní právo. Před odchodem do Belgie prodloužil Silva smlouvu s Wolves do léta 2026.

## Reprezentační kariéra
Silva získal své první mezinárodní zkušenosti s portugalským týmem do 15 let v roce 2017. Byl i součástí výběru do 17 let, který se dostal až do čtvrtfinále Mistrovství Evropy UEFA 2019 v Irské republice; v zápase základní skupiny proti Islandu se střelecky prosadil a pomohl týmu k vítězství 4:2.
11. října 2019 zaznamenal Silva hattrick v přátelském utkání proti Itálii do 19 let, zápas konaný v Bragançě skončil vítězstvím Portugalců 4:1.

## Osobní život
Silvův otec Jorge byl defenzivní záložník. V roce 2001 vyhrál s Boavistou portugalskou nejvyšší soutěž a odehrál i dva zápasy v portugalské seniorské reprezentaci. Jeho starší bratr jménem Jorge také hrál na pozici záložníka v Laziu Řím.

## Statistiky
K zápasu odehranému 15. lednu 2022
| Klub          | Sezóna  | Liga           | Liga   | Liga | Národní pohár | Národní pohár | Ligový pohár | Ligový pohár | Evropské poháry | Evropské poháry | Celkem | Celkem |
| Klub          | Sezóna  | Liga           | Zápasy | Góly | Zápasy        | Góly          | Zápasy       | Góly         | Zápasy          | Góly            | Zápasy | Góly   |
| ------------- | ------- | -------------- | ------ | ---- | ------------- | ------------- | ------------ | ------------ | --------------- | --------------- | ------ | ------ |
| Porto         | 2019/20 | Primeira Liga  | 12     | 1    | 3             | 2             | 3            | 0            | 3               | 0               | 21     | 3      |
| Porto B       | 2019/20 | LigaPro        | 3      | 0    | —             | —             | —            | —            | —               | —               | 3      | 0      |
| Wolverhampton | 2020/21 | Premier League | 32     | 4    | 4             | 0             | 1            | 0            | —               | —               | 37     | 4      |
| Wolverhampton | 2021/22 | Premier League | 10     | 0    | 1             | 0             | 2            | 0            | —               | —               | 13     | 0      |
| Wolverhampton | Celkem  | Celkem         | 42     | 4    | 5             | 0             | 3            | 0            | 0               | 0               | 50     | 4      |
| Celkem        | Celkem  | Celkem         | 57     | 5    | 8             | 2             | 6            | 0            | 3               | 0               | 74     | 7      |

1. ↑  Zápasy v Taça de Portugal a FA Cupu
2. ↑  Zápasy v Taça da Liga a EFL Cupu
3. ↑  Zápasy v Evropské lize UEFA

## Ocenění
Porto
- Primeira Liga: 2019/20[10]
- Taça de Portugal: 2019/20

Porto U19
- Juniorská liga UEFA: 2018/19